# Грушевский перевал
Грушевский перевал, Тат-Кара, Газарат Рассанбай (тюрк. Tat-Kara) — перевал Крымских гор высотой 420 м по дороге 35К-006 из Судака в Грушевку в восточном Крыму. 

## Описание
Перевал по дороге 35К-006 из Грушевки в Судак в 1 км к юго западу от села Переваловка (бывшее Эль-Бузлы), к северу от гребня Тат-Кара I, по которому и назван перевал. С запада отрог вершины Казас-Алан (571 м). Водораздел бассейна рек Суук-Су и Салы. Дорога использовалась для сообщения внутренних частей Крыма с побережьем с древности. Этимология до конца не ясна, распространенное толкование «черный татарин» не соответствует грамматической форме топонима, в этом случае было бы «кара тат». Указом Президиума Верховного Совета РСФСР от 21 августа 1945 года Салы был переименован в Грушевку и Салынский сельсовет — в Грушевский, соответственно на советских картах перевал стал именоваться Грушевским.

Известный писатель Евгений Марков во второй половине XIX века так описывал селение и перевал:
Татарская полуопустевшая деревня Эли-бузла составляет раздельный пункт между огородными и виноградными долинами, между степным и морским склоном гор. С нее начинает спускаться горная дорога к югу, и горные ручьи начинают течь в море. Если вы не очень спешите, советую вам побродить по лесным холмам этой тихой, затерянной деревушки, пока не схлынет невыносимый даже в мае крымский жар.

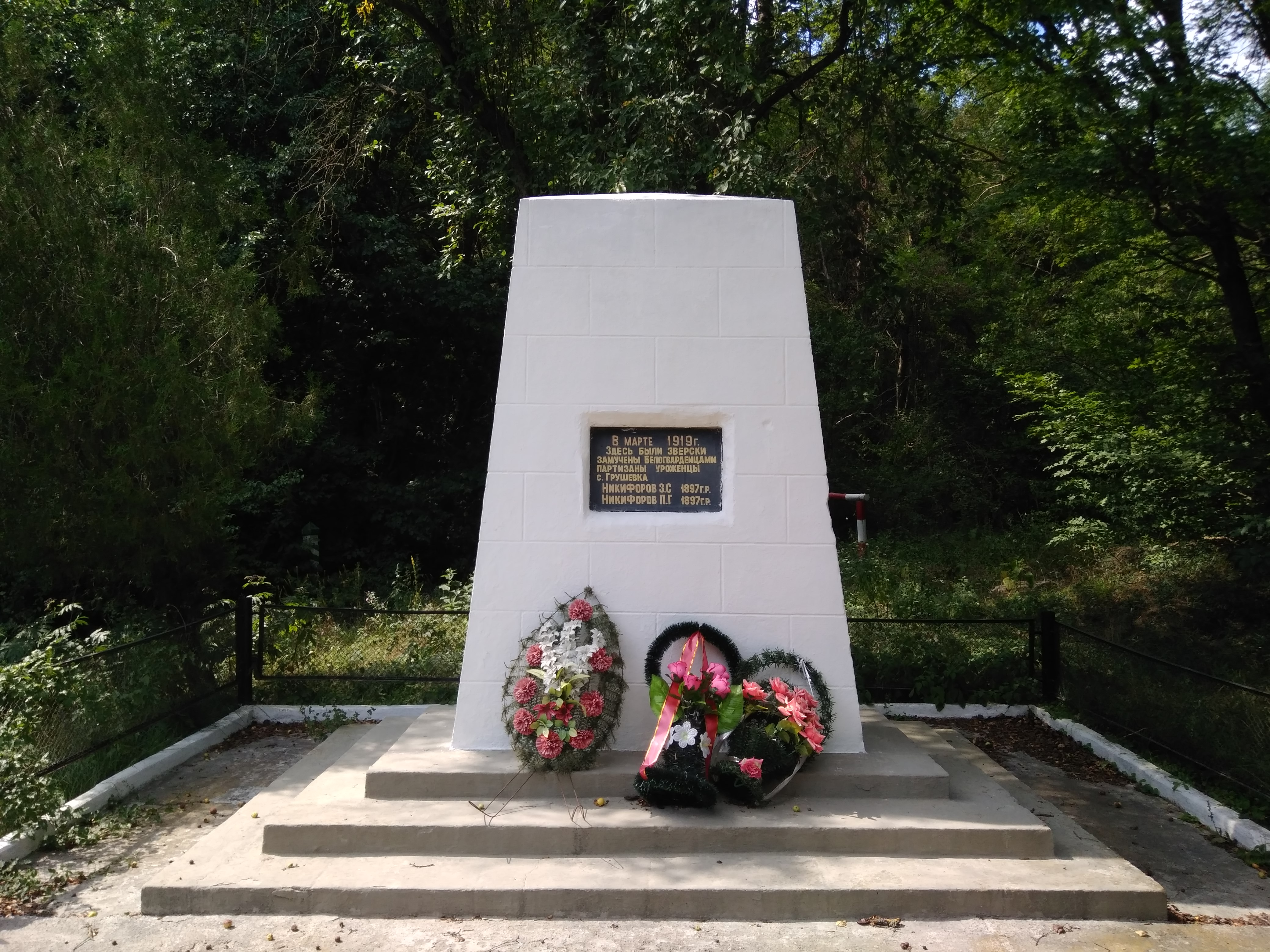
Памятник на месте казни партизан в годы Гражданской войны: 12-й км шоссе Судак — Грушевка, Лесное, Крым

Примерно в 2 км по дороге от высшей точки перевала, ближе к селу Лесное (бывшее Суук-Су), находится скалистый гребень Тат-Кара II или Тот-Кара, отрог горы Исмаил-Кая, который вместе с отрогами Сары-Кая образует сужение на дороге. Хотя это не высшая точка хребта, иногда этот участок тоже называли перевалом Тат-Кара.

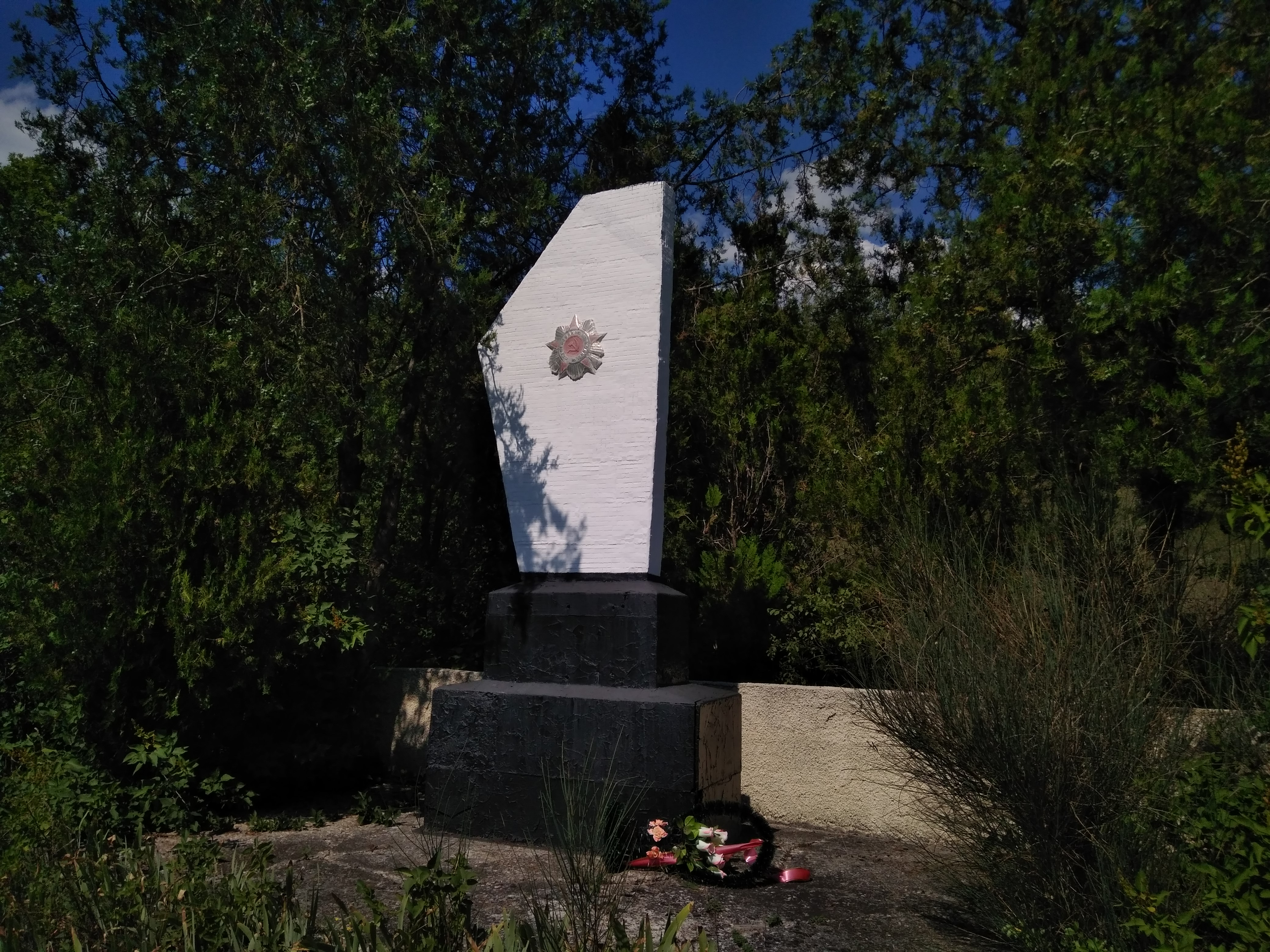
Памятный знак на месте партизанских боёв: 10-й км шоссе Судак — Грушевка, Лесное, Крым

## Достопримечательности
- Памятник на месте казни партизан в годы Гражданской войны, село Лесное, 12-й км шоссе Судак-Грушевка.  Памятная надпись "В марте 1919 г. здесь были зверски замучены белогвардейцами партизаны уроженцы с. Грушевка Никифоров З. С. 1897 г.р. Никифоров П. Г. 1897 г.р."[6].

Памятник был реконструирован в 1957 и 1985 годах. В настоящее время — объект культурного наследия  Объект культурного наследия народов РФ регионального значения. Рег. № 911710937830005 (ЕГРОКН).
- Памятный знак (табличка, вмурованная в скалу) на месте боя у Холодной воды. Памятная надпись "Здесь 25 ноября 1941 года группа партизан Феодосийского отряда под командованием Е. П. Колодяжного сожгла 4 тяжелых грузовика, уничтожила 32 немецких солдата, 2 офицера и захватила штабные документы"[7].

- Памятник на месте партизанских боев, село Лесное, 10-й км шоссе Судак-Грушевка. Памятная надпись "В этом районе в 1941-1944 годах Феодосийский, Судакский, Кировский, Старокрымский партизанские отряды вели бои с немецко-фашистскими оккупантами, защищая Родину".

В настоящее время — объект культурного наследия  Объект культурного наследия народов РФ регионального значения. Рег. № 911710937840005 (ЕГРОКН)